# Francesco Musotto
Francesco Musotto (ur. 1 lutego 1947 w Palermo, zm. w sierpniu 2025 tamże) – włoski polityk, prawnik i samorządowiec, prezydent prowincji Palermo (1994–1995, 1998–2008), od 1999 do 2008 poseł do Parlamentu Europejskiego.

## Życiorys
Ukończył w 1969 studia prawnicze, praktykował w zawodzie adwokata. Od 1996 prowadził własne gospodarstwo rolne, w 1998 uzyskał dyplom w zakresie nauk rolnych.
Był radnym Cefalù (1972–1975) i Sycylijskiego Zgromadzenia Regionalnego (1983–1986). W 1994 wstąpił do Forza Italia, został wybrany na prezydenta prowincji Palermo. W 1995 został tymczasowo aresztowany pod zarzutem współpracy z mafią. Po oczyszczeniu z tych zarzutów ponownie został wybrany na prezydenta prowincji, urząd ten sprawował w latach 1998–2008.
W 1999 i 2004 był wybierany w skład Parlamentu Europejskiego V i VI kadencji. Zasiadał w grupie Europejskiej Partii Ludowej i Europejskich Demokratów, pracował w Komisji Prawnej. Z PE odszedł w związku z uzyskaniem mandatu deputowanego do Sycylijskiego Zgromadzenia Regionalnego w 2008 z ramienia Ludu Wolności, który wykonywał do 2012.
W 2009 odszedł z partii Silvia Berlusconiego, przystępując do Ruchu dla Autonomii.